# Boeing 777

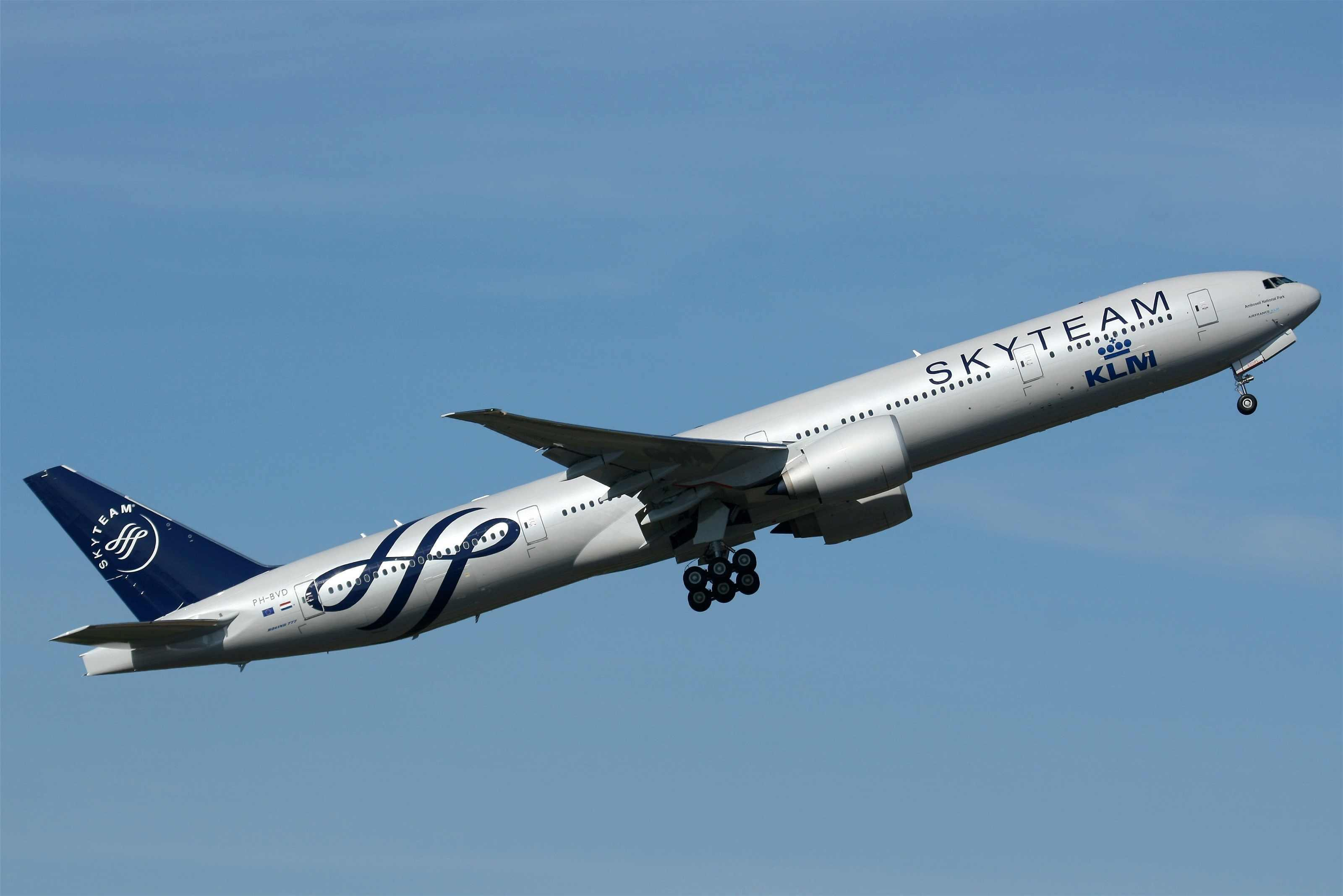
De Boeing 777-300ER van KLM in Skyteam-kleurenschema

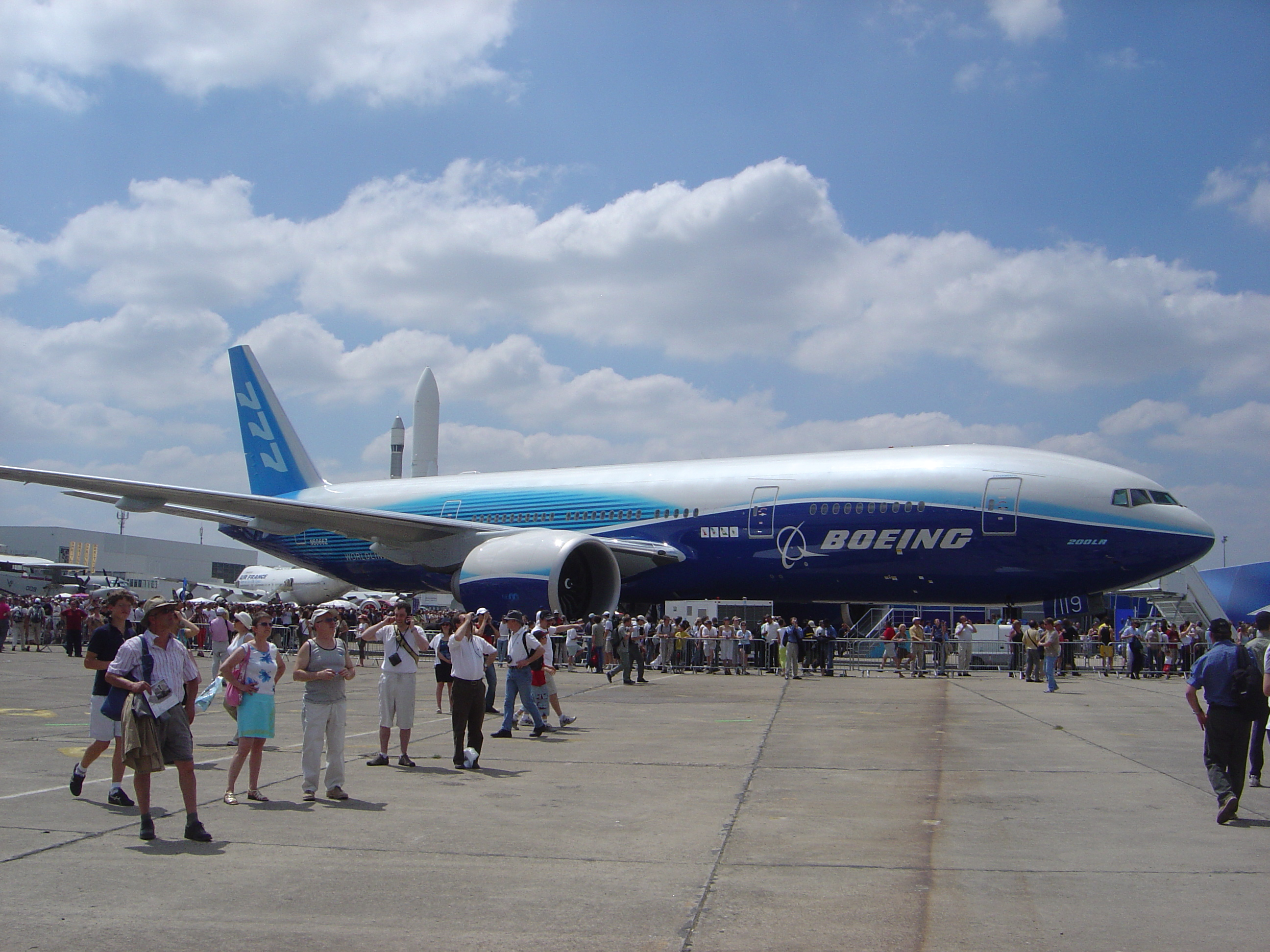
777-200LR Worldliner

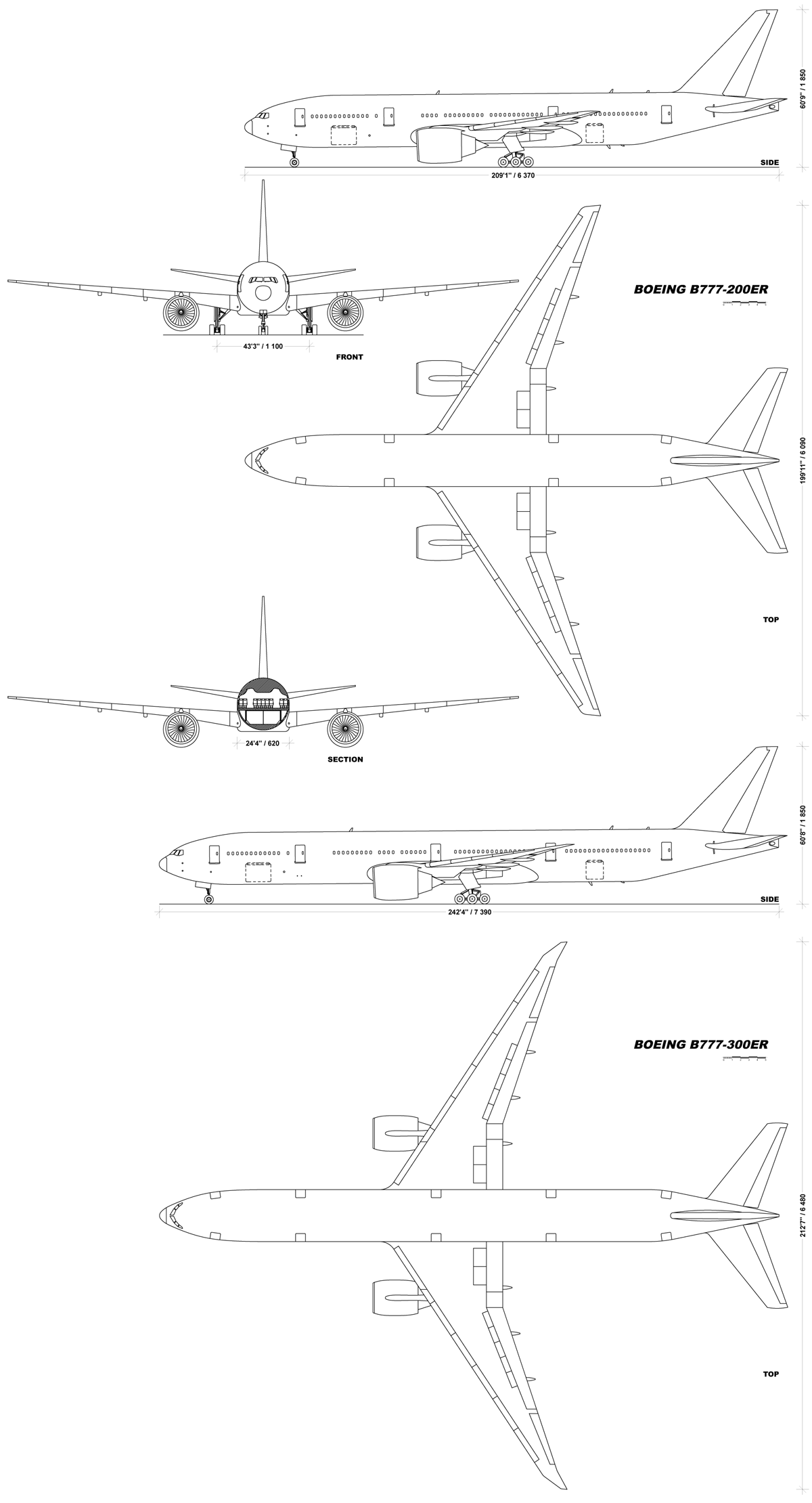
Vergelijking tussen de Boeing 777-200ER en de 777-300ER

De Boeing 777 is een serie van widebodyverkeersvliegtuigen van de Amerikaanse vliegtuigfabrikant Boeing. Het vliegtuigmodel, dat tussen de 305 en 550 passagiers kan vervoeren, werd in 1995 in dienst genomen. Het is het grootste tweemotorige toestel ter wereld en wordt veel gebruikt voor vluchten op de lange tot zeer lange afstand. De Boeing 777 wordt geassembleerd in de Boeingfabriek in Everett.

## Geschiedenis
De 777 (ook uitgesproken als triple seven) werd begin jaren negentig ontworpen om verouderde Boeingmodellen te vervangen en om het gat op te vullen tussen de 767 en de 747. Op 14 oktober 1990 plaatste United Airlines de eerste order voor 34 toestellen met opties op nog 34 exemplaren. De eerste vlucht vond plaats op 12 juni 1994. De eerste 777-200 werd op 15 mei 1995 aan United Airlines geleverd, de eerste commerciële vlucht werd op 7 juni 1995 uitgevoerd. In 1998 kwam Boeing met een verlengde versie, de 777-300. Het 777-programma werd in de jaren na de eeuwwisseling uitgebreid met varianten met een vergroot vliegbereik: de 777-300ER en de 777-200LR. Ook volgde er in 2009 een vrachtversie, de 777F. De succesvolste variant is de 777-300ER met 815 orders (725 geleverd) tot en met april 2017.
Tijdens de vliegshow van Dubai in november 2013 werd een nieuwe update van de 777-familie aangekondigd onder de naam 777X. Er worden twee nieuwe varianten ontwikkeld: de 777-8X en de 777-9X. De eerste is de opvolger van de 777-200(LR/ER), de laatste de opvolger van de 777-300(ER). De toestellen kwamen in 2020 op de markt, maar door vertragingen en problemen wordt de eerste levering uitgesteld tot 2025.

## Kenmerken
De Boeing 777 is het eerste verkeerstoestel van Boeing dat vliegt door middel van fly-by-wire; het is ook het eerste commerciële vliegtuig dat volledig op een computer is ontworpen. Opvallende kenmerken van de 777 zijn onder meer het drieassige hoofdlandingsgestel en de enorme turbofanmotoren. De neus van het toestel is dezelfde als die van de kleinere Boeing 767.
In de economycabine van de Boeing 777 staan meestal negen stoelen naast elkaar, gescheiden door twee gangpaden, in de opstelling 3-3-3 of 2-5-2. Andere luchtvaartmaatschappijen vliegen met tien stoelen per rij (3-4-3) zoals in de iets ruimere Boeing 747.

## Varianten

### Boeing 777-200
De 777-200 heeft een vliegbereik van maximaal 9.700 kilometer. Hij is beschikbaar met een maximum startgewicht van 229 tot 247 ton. Afhankelijk van de stoelindeling passen er 301 tot 440 passagiers in het toestel. De directe concurrent van de Boeing 777-200 is de Airbus A330-300. De 777-200 is niet meer in productie, er zijn in totaal 88 toestellen gebouwd. Het toestel is vooral populair onder Amerikaanse luchtvaartmaatschappijen, die er voornamelijk binnenlandse vluchten mee uitvoeren.

### Boeing 777-200ER
De Boeing 777-200ER ("ER" staat voor Extended Range) was oorspronkelijk bekend als 777-200IGW ("Increased Gross Weight"). Het model heeft een vergroot vliegbereik van 14.305 kilometer en is een populaire versie voor intercontinentale vluchten. De overige specificaties zijn gelijk aan die van de Boeing 777-200. Eind april 2017 was een totaal van 422 toestellen gebouwd. Het toestel beconcurreert de Airbus A340-300.

### Boeing 777-200LR
De Boeing 777-200LR ("LR" staat voor Longer Range), ook wel de Worldliner genoemd, heeft een maximaal bereik van 17.375 kilometer. Op 10 november 2005 vestigde een 777-200LR een record voor de langste non-stopvlucht door een luchtvaartmaatschappij door 21.602 kilometer te vliegen. De vlucht ging van Hongkong over Noord-Amerika naar Londen en duurde 22 uur en 42 minuten. De concurrent van de 777-200LR is de Airbus A350-900R.
Eind april 2017 waren 59 toestellen in gebruik door elf luchtvaartmaatschappijen. Bij hoge brandstofprijzen werkt het grote bereik, en dus de bijbehorende grote brandstofcapaciteit, in het nadeel van dit toestel. Er blijft te weinig betaalde lading over om het extra vervoerde gewicht aan brandstof nog te kunnen compenseren. Een extra tussenstop maken is voordeliger.

### Boeing 777-300
Deze versie heeft een 10 meter langere romp dan de 777-200 waardoor er meer passagiers aan boord kunnen, met als keerzijde een beperkt vliegbereik. Het eerste toestel werd geleverd aan Cathay Pacific op 21 mei 1998. Eind april 2017 was een totaal van 60 toestellen in gebruik bij diverse luchtvaartmaatschappijen. De Airbus A350-900 en de Airbus A340-600 zijn vergelijkbare toestellen.

### Boeing 777-300ER
Door de 777-300 te voorzien van meer brandstofcapaciteit heeft dit type een vliegbereik van maximaal 14.490 kilometer, waardoor het ook geschikt is voor intercontinentale vluchten. Op 21 oktober 2011 werd de driehonderdste Boeing 777-300ER afgeleverd aan Biman Bangladesh Airlines. Eind april 2017 waren er 815 toestellen geleverd, daarnaast stonden er nog 90 orders op. De 777-300ER is een zeer zuinig vliegtuig en vervangt bij veel luchtvaartmaatschappijen de Boeing 747-400. De Airbus A340-600 is de vergelijkbare, maar minder efficiënte concurrent van de 777-300ER.

### Boeing 777F
De 777F is de vrachtversie van de Boeing 777. Air France nam de 777F als eerste in gebruik met een bestelling van vijf toestellen die in februari 2009 zijn geleverd. Eind april 2017 was een totaal van 161 toestellen geleverd en stonden nog 31 orders open. Inmiddels werkt Boeing ook aan een ombouwprogramma voor de conversie van oudere 777's van passagiers- naar vrachtvervoer.

### Boeing 777-8X
De 777-8X is aangekondigd als het eerste model uit de toekomstige 777X-serie. Het toestel heeft een gepland vliegbereik van 17.222 kilometer met ruimte voor 350 passagiers. Het toestel moest in 2021 op de markt komen als directe concurrent van de Airbus A350-1000, maar werd door vertragingen verplaatst naar 2025.

### Boeing 777-9X
De 777-9X is het tweede type uit de 777X-serie. Het toestel moet een vliegbereik krijgen van 15.185 kilometer en plaats bieden aan meer dan 400 passagiers. De eerste levering stond net als de 8X gepland voor 2021, maar is vanwege vertraging verplaatst naar 2025.

## Fotogalerij

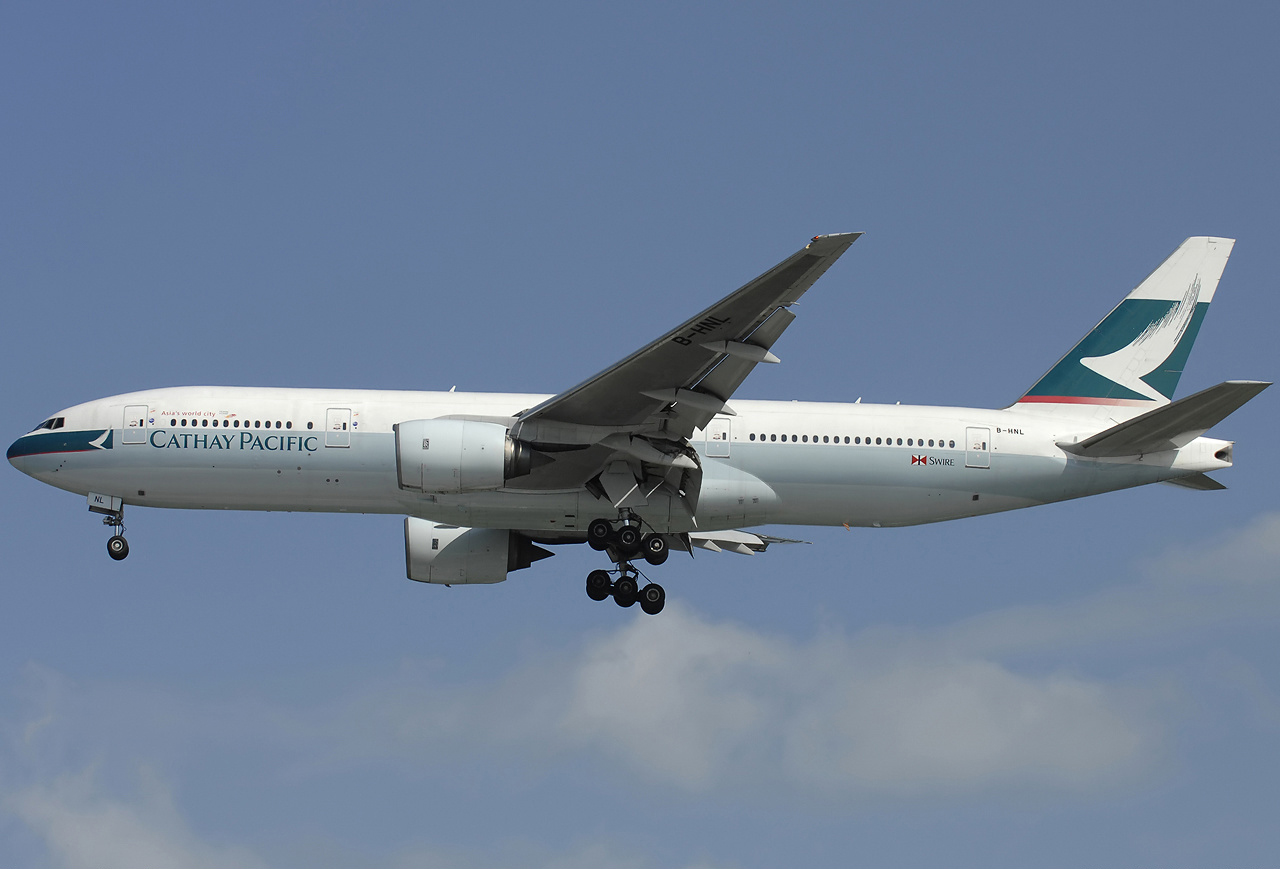
Een Boeing 777-200 van Cathay Pacific
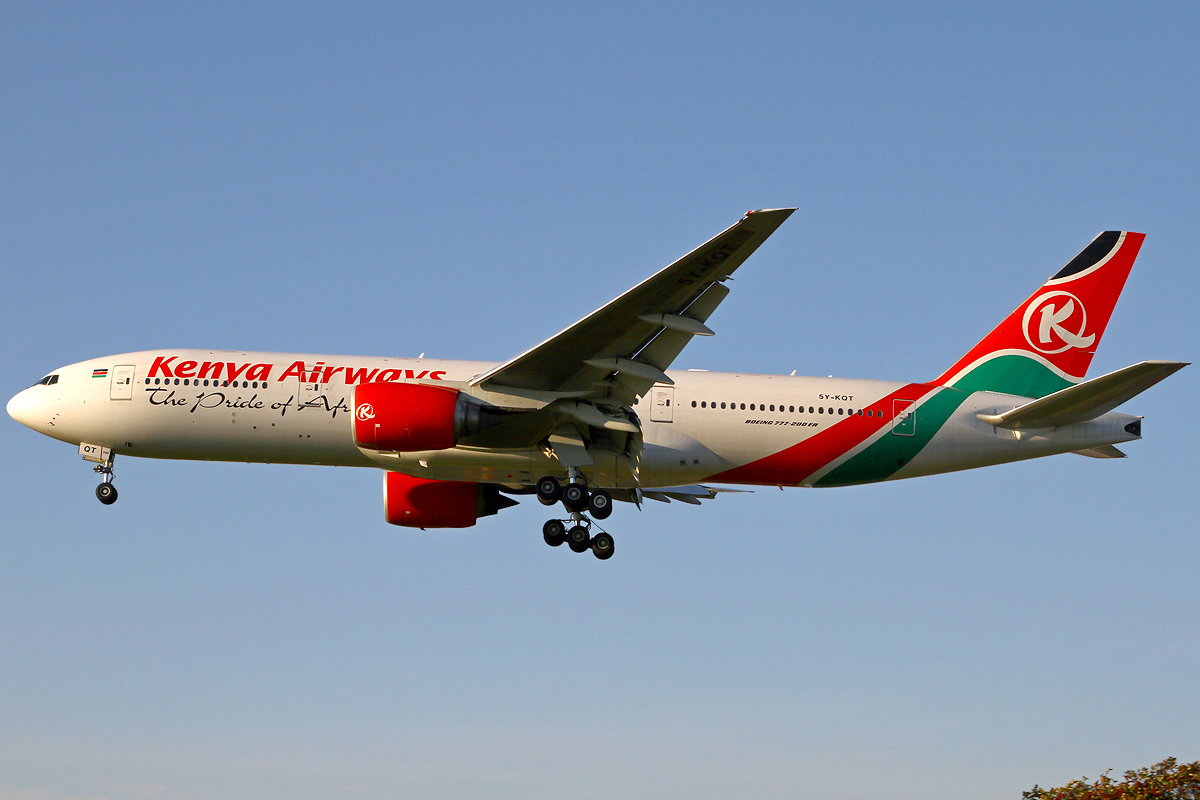
Een Boeing 777-200ER van Kenya Airways
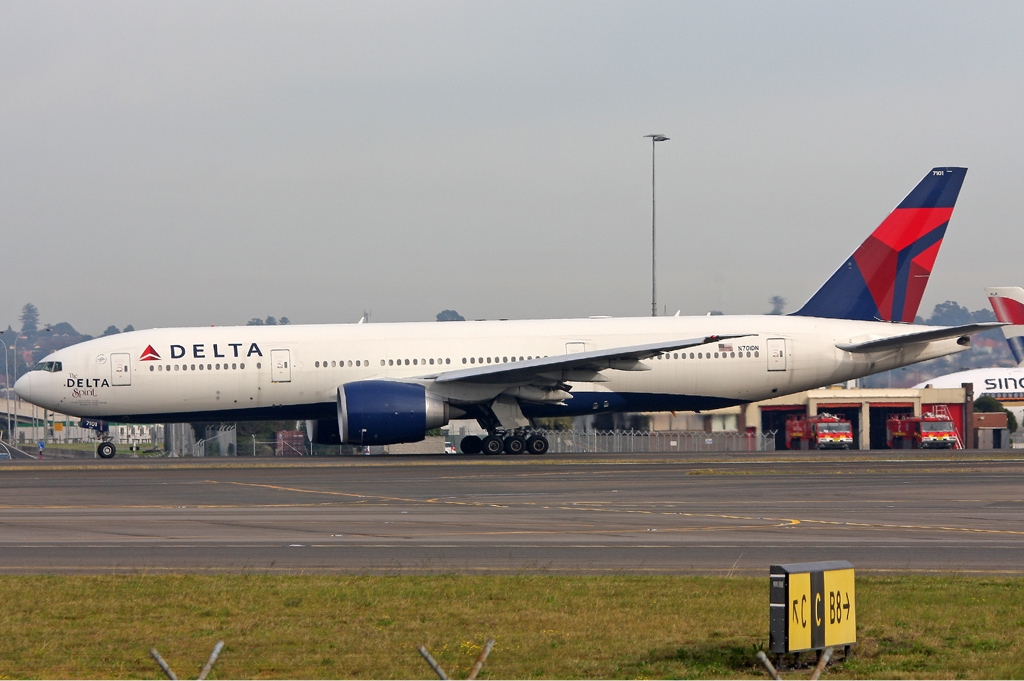
Een Boeing 777-200LR van Delta Air Lines
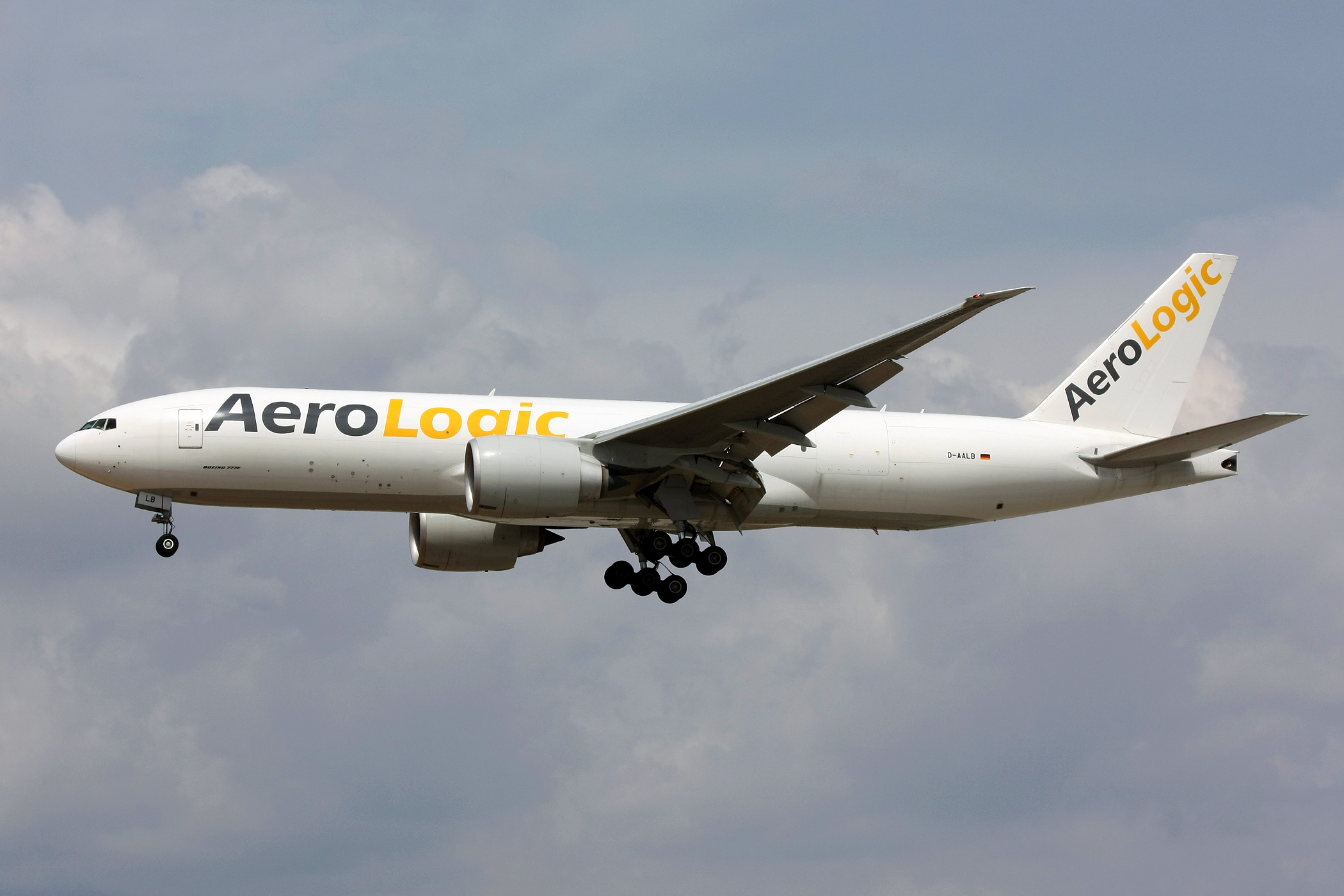
Een Boeing 777F van AeroLogic
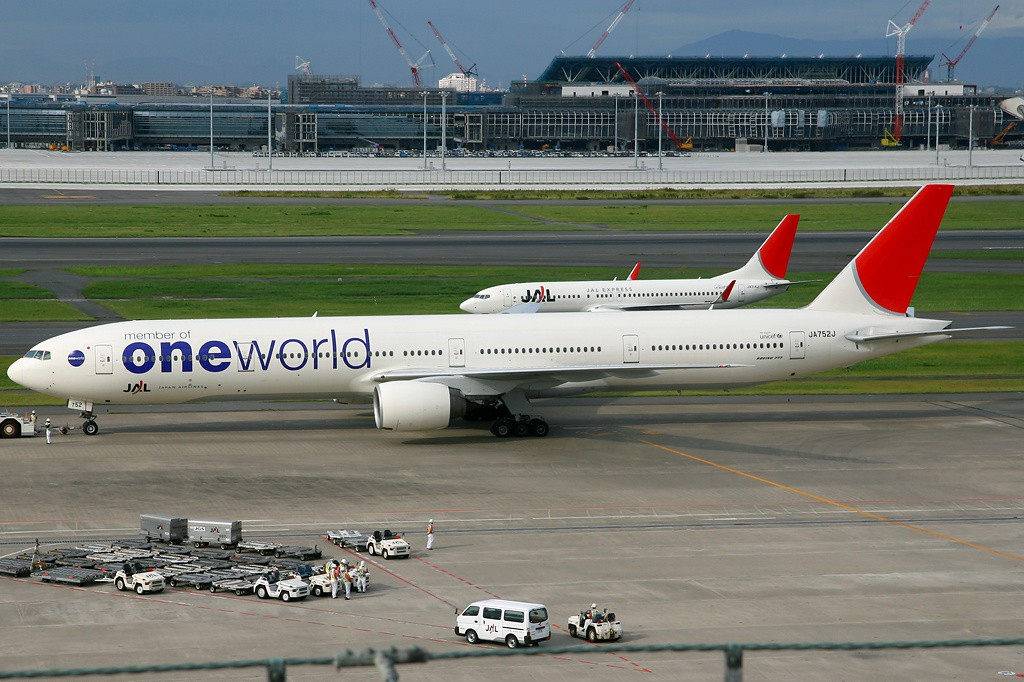
Een Boeing 777-300 van Japan Airlines
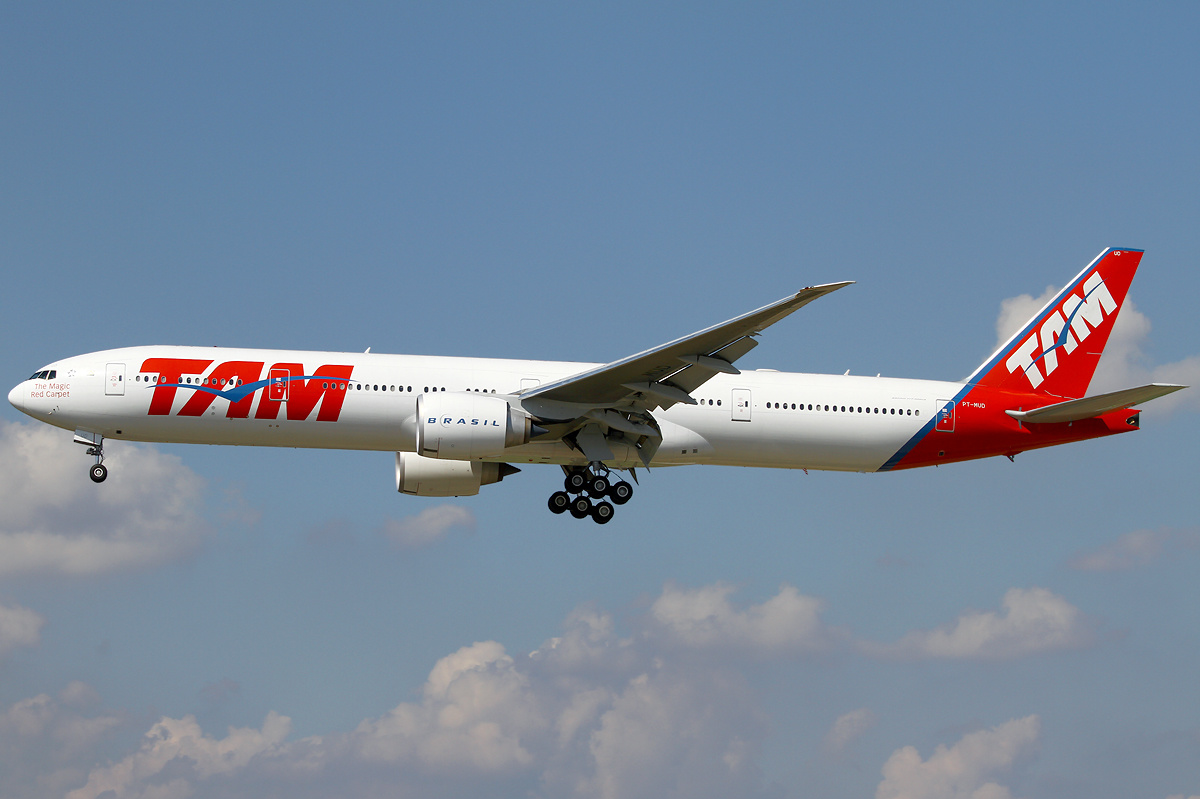
Een Boeing 777-300ER van TAM Linhas Aéreas
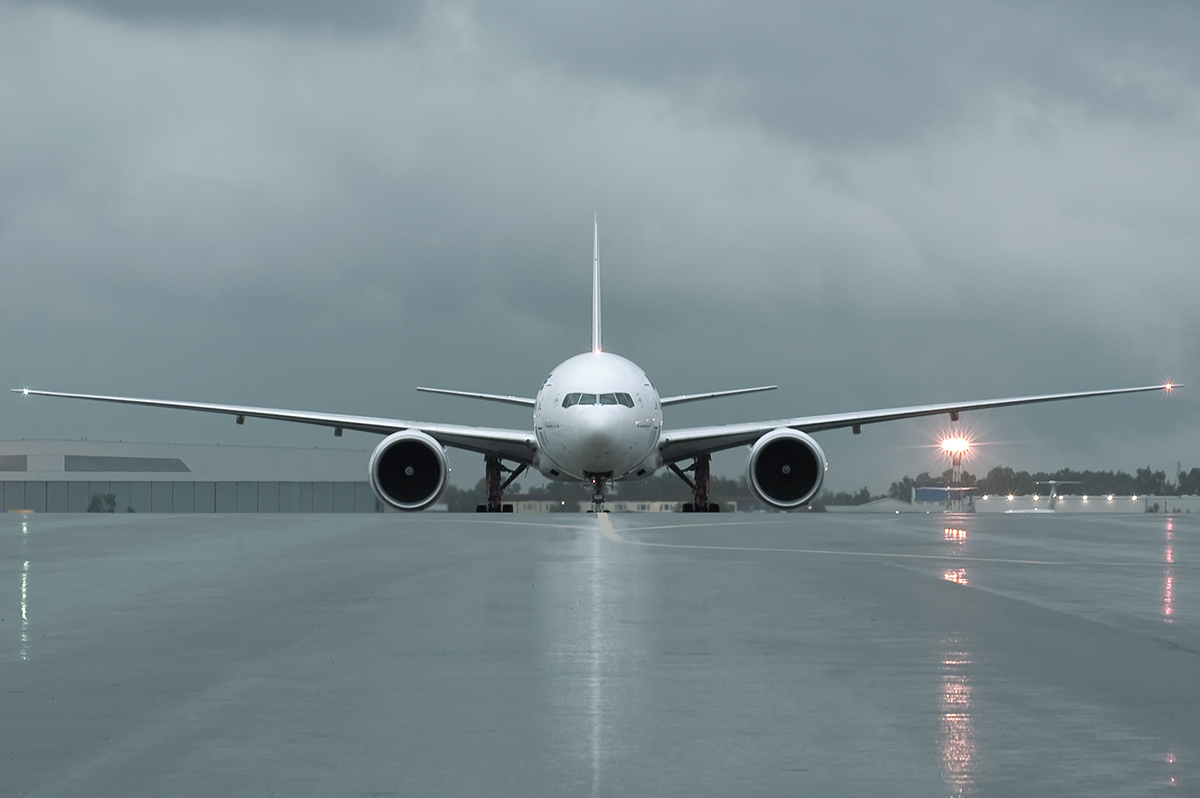
Een Boeing 777-300ER van Air France op de luchthaven van Sjeremetjevo

## Klanten

### Grootste klanten
Eind april 2017 hadden de volgende luchtvaartmaatschappijen de grootste aantallen van de Boeing 777 besteld:
- Emirates: 190 (190 geleverd)
- United Airlines: 94 (88)
- Cathay Pacific: 70 (70)
- Singapore Airlines: 85 (85)

### België
TNT Airways heeft drie Boeing 777F's in zijn vloot.

### Nederland
KLM heeft vijftien 777-200ER's en veertien 777-300ER's in gebruik. Een van de Boeing 777-300ER's van KLM, PH-BVA, is vernoemd naar het Nationaal Park De Hoge Veluwe, als eerbetoon aan het milieu en de samenwerking tussen KLM en het Wereld Natuur Fonds. Dit vliegtuig is op 15 juni 2016 gepresenteerd in een speciaal, deels oranje, kleurenschema ter gelegenheid van de Olympische Zomerspelen 2016 in Rio de Janeiro.
Een andere 777-300ER van KLM, PH-BVD, is in augustus 2009 afgeleverd in een SkyTeamkleurenschema.

## Incidenten en ongevallen
- Het eerste dodelijke ongeluk vindt plaats op 5 september 2001. Een Boeing 777-200ER vat vlam tijdens het bijtanken op de internationale luchthaven Denver. Eén persoon van het grondpersoneel loopt fatale brandwonden op. Ondanks ernstige schade aan de vleugels wordt het vliegtuig gerepareerd en weer in dienst genomen door British Airways.[7]
- Op 18 oktober 2002 maakt een Boeing 777-200 van Air France, op weg van Parijs naar Los Angeles, vanwege een klein brandje in de cockpit een noodlanding in Churchill, Manitoba. Opvallend genoeg merken passagiers in rij 42-44 de geur het eerst op en waarschuwen het personeel. Het vliegtuig dumpt brandstof boven de Hudsonbaai, voordat het landt op de luchthaven van Churchill. Omdat het vliegveld niet berekend is op dit formaat vliegtuigen, moeten de passagiers het vliegtuig via de glijbanen verlaten.
- Op 24 augustus 2004 ontploft een motor van een Boeing 777-312 van Singapore Airlines tijdens het opstijgen van Melbourne Airport. De oorzaak is erosie in de Rolls-Roycemotor.
- Op 17 januari 2008 maakt een 777-200ER van British Airways, vlucht BA38 uit Peking, een glijvlucht na het uitvallen van beide motoren tijdens de al ingezette daling. Het komt terecht op slechts enkele honderden meters voor de landingsbaan op Heathrow. Bij de crash wordt het landingsgestel vernield en ook worden de vleugels en motoren zo zwaar beschadigd dat het toestel moet worden afgeschreven. Bij het ongeluk raken 17 mensen lichtgewond.
- Op 29 juli 2011 ontstaat op de luchthaven van Caïro brand aan boord van een 777-200ER van EgyptAir. Alle passagiers kunnen veilig geëvacueerd worden uit het toestel, dat nog aan de gate staat. Het vliegtuig zelf raakt onherstelbaar beschadigd.
- Op 6 juli 2013 verongelukt een Boeing 777-200 van Asiana Airlines (vluchtnummer 214) met 307 mensen aan boord tijdens de landing op de internationale luchthaven van San Francisco. De crash kost drie mensen het leven en 182 mensen raken gewond, waarvan 49 zwaar.[8]
- Op 8 maart 2014 raakt Malaysia Airlines-vlucht 370, een Boeing 777-2H6ER met aan boord 227 passagiers en twaalf bemanningsleden, vermist.[9]
- Op 17 juli 2014 stort Malaysia Airlines-vlucht 17, een Boeing 777-200ER met aan boord 283 passagiers en 15 bemanningsleden, neer op Oekraïens grondgebied. Alle inzittenden, onder wie 193 Nederlanders, komen om. In het gebied wordt strijd geleverd tussen pro-Russische separatisten en het leger van Oekraïne, wat het onderzoek naar de ramp bemoeilijkt. In september 2014 schrijft de Onderzoeksraad voor Veiligheid in een voorlopig rapport: "Het schadepatroon dat is aangetroffen [...] komt overeen met de schade die te verwachten is wanneer een groot aantal voorwerpen [...] het vliegtuig van buitenaf doorboort" en dat "uit het grote verspreidingsgebied van de brokstukken [...] valt op te maken dat het vliegtuig in de lucht uiteen is gevallen".[10] De Veiligheidsraad van de Verenigde Naties oordeelde al op 21 juli unaniem dat het toestel was neergehaald, zonder echter een schuldige aan te wijzen.
- Op 8 september 2015 breekt een Boeing 777 van British Airways op McCarran International Airport in Las Vegas de start af vanwege een motorstoring. Nadat het toestel tot stilstand is gekomen, breekt er brand uit. Alle 157 passagiers en 13 bemanningsleden verlaten per glijbaan het toestel. Het vliegtuig raakt door de brand ernstig beschadigd.[11] Het zal desondanks gerepareerd worden door een team van Boeingtechnici.[12]
- Op 3 augustus 2016 verongelukt Emirates-vlucht 521, een Boeing 777-300 van Emirates op Dubai International Airport. Na een mislukte doorstart raakt het vliegtuig de grond en glijdt over de landingsbaan. Aan het einde van de landingsbaan komt het tot stilstand en brandt volledig uit. Alle 300 inzittenden kunnen het vliegtuig levend verlaten.[13] Bij het blussen van de brand komt een brandweerman om het leven.[14]

## Specificaties
|                                                    |                                                    | Boeing 777           |                                     |                                     |                                 |                      |                      |                                     |                                     |
| 777-200                                            | 777-200ER                                          | 777-200LR            | 777F                                | 777-300                             | 777-300ER                       | 777-8X               | 777-9X               |                                     |                                     |
| Interieur                                          |                                                    |                      |                                     |                                     |                                 |                      |                      |                                     |                                     |
| Interieurbreedte                                   | Interieurbreedte                                   | 5,86 m               | 5,86 m                              | 5,86 m                              | 5,86 m                          | 5,86 m               | 5,86 m               | 5,86 m                              | 5,86 m                              |
| Aantal stoelen                                     |                                                    |                      |                                     |                                     |                                 |                      |                      |                                     |                                     |
| Maximum                                            | 440                                                | 440                  | 440                                 | n.v.t                               | 550                             | 550                  | (nog) niet bekend    | (nog) niet bekend                   |                                     |
| 2 klassen                                          | 400                                                | 400                  | 400                                 | n.v.t                               | 451                             | 451                  | (nog) niet bekend    | (nog) niet bekend                   |                                     |
| 3 klassen                                          | 305                                                | 314                  | 314                                 | n.v.t                               | 368                             | 386                  | 353                  | 407                                 |                                     |
| Meest gebruikte stoelconfiguratie in economy class | Meest gebruikte stoelconfiguratie in economy class | 3-3-3                | 3-3-3                               | 3-3-3                               | 3-4-3                           | 3-4-3                | (nog) niet bekend    | (nog) niet bekend                   |                                     |
|                                                    |                                                    | Afmetingen           |                                     |                                     |                                 |                      |                      |                                     |                                     |
| Lengte                                             | Lengte                                             | 63,7 m               | 63,7 m                              | 63,7 m                              | 63,7 m                          | 73,9 m               | 73,9 m               | 69,5 m                              | 76,5 m                              |
| Rompbreedte                                        | Rompbreedte                                        | 6,19 m               | 6,19 m                              | 6,19 m                              | 6,19 m                          | 6,19 m               | 6,19 m               | 6,19 m                              | 6,19 m                              |
| Hoogte                                             | Hoogte                                             | 18,5 m               | 18,5 m                              | 18,8 m                              | 18,6 m                          | 18,5 m               | 18,5 m               | 19,7 m                              | 19,7 m                              |
| Spanwijdte                                         | Spanwijdte                                         | 60,9 m               | 60,9 m                              | 64,8 m                              | 64,8 m                          | 60,9 m               | 64,8 m               | Ongevouwen: 71,1 m Gevouwen: 64,8 m | Ongevouwen: 71,1 m Gevouwen: 64,8 m |
| Vleugelhoek                                        | Vleugelhoek                                        | 31,64°               | 31,64°                              | 31,64°                              | 31,64°                          | 31,64°               | 31,64°               | (nog) niet bekend                   | (nog) niet bekend                   |
|                                                    |                                                    | Gewicht              |                                     |                                     |                                 |                      |                      |                                     |                                     |
| Operationeel leeggewicht                           | Operationeel leeggewicht                           | 134.800 kg           | 138.100 kg                          | 145.150 kg                          | 144.400 kg                      | 160.500 kg           | 167.800 kg           | (nog) niet bekend                   | (nog) niet bekend                   |
| Maximaal startgewicht                              | Maximaal startgewicht                              | 247.200 kg           | 297.550 kg                          | 347.500 kg                          | 347.800 kg                      | 299.370 kg           | 351.500 kg           | 351.500 kg                          | 351.500 kg                          |
| Maximaal gewicht bij landing                       | Maximaal gewicht bij landing                       | 201.840 kg           | 213.180 kg                          | 223.168 kg                          | 260.816 kg                      | 237.680 kg           | 251.290 kg           | (nog) niet bekend                   | (nog) niet bekend                   |
|                                                    |                                                    | Motoren (x2)         |                                     |                                     |                                 |                      |                      |                                     |                                     |
| Producent, type en stuwkracht                      |                                                    |                      |                                     |                                     |                                 |                      |                      |                                     |                                     |
| General Electric                                   | GE90-77B 342 kN                                    | GE90-94B 417 kN      | GE90-110B1 490 kN GE90-115B1 514 kN | GE90-110B1 490 kN GE90-115B1 514 kN | GE90-92B 409 kN GE90-94B 418 kN | GE90-115B1 514 kN    | GE9X 470 kN          | GE9X 470 kN                         |                                     |
| Pratt & Whitney                                    | PW 4077 342 kN                                     | PW 4090 400 kN       |                                     |                                     | PW 4098 436 kN                  |                      |                      |                                     |                                     |
| Rolls-Royce                                        | RR 877 338 kN                                      | RR 895 415 kN        | RR 892 415 kN                       |                                     |                                 |                      |                      |                                     |                                     |
|                                                    |                                                    | Snelheid             |                                     |                                     |                                 |                      |                      |                                     |                                     |
| Kruissnelheid                                      | Kruissnelheid                                      | Mach 0,84 (905 km/u) | Mach 0,84 (905 km/u)                | Mach 0,84 (905 km/u)                | Mach 0,84 (905 km/u)            | Mach 0,84 (905 km/u) | Mach 0,84 (905 km/u) | (nog) niet bekend                   | (nog) niet bekend                   |
| Maximale snelheid                                  | Maximale snelheid                                  | Mach 0,89 (950 km/u) | Mach 0,89 (950 km/u)                | Mach 0,89 (950 km/u)                | Mach 0,89 (950 km/u)            | Mach 0,89 (950 km/u) | Mach 0,89 (950 km/u) | (nog) niet bekend                   | (nog) niet bekend                   |
|                                                    |                                                    | Vlieghoogte          |                                     |                                     |                                 |                      |                      |                                     |                                     |
| Kruishoogte                                        | Kruishoogte                                        | 11.000 m             | 11.000 m                            | 11.000 m                            | 11.000 m                        | 11.000 m             | 11.000 m             | (nog) niet bekend                   | (nog) niet bekend                   |
| Maximale hoogte                                    | Maximale hoogte                                    | 13.140 m             | 13.140 m                            | 13.140 m                            | 13.140 m                        | 13.140 m             | 13.140 m             | (nog) niet bekend                   | (nog) niet bekend                   |
|                                                    |                                                    | Overige              |                                     |                                     |                                 |                      |                      |                                     |                                     |
| Vrachtcapaciteit                                   | Vrachtcapaciteit                                   | 160,2 m³ 32 × LD3    | 160,2 m³ 32 × LD3                   | 160,2 m³ 32 × LD3                   | 636 m³ 37 pallets               | 200 m³ 44 × LD3      | 200 m³ 44 × LD3      | 40 × LD3                            | 48 × LD3                            |
| Maximale reikwijdte                                | Maximale reikwijdte                                | 9.700 km             | 14.310 km                           | 17.370 km                           | 9.070 km                        | 11.120 km            | 14.690 km            | 17.224 km                           | 15.186 km                           |
| Reikwijdte bij volledige belading                  | Reikwijdte bij volledige belading                  | 6.020 km             | 10.740 km                           | 13.890 km                           | 9.065 km                        | 7.035 km             | 10.190 km            | (nog) niet bekend                   | (nog) niet bekend                   |
| Benodigde startbaanlengte bij volledige belading   | Benodigde startbaanlengte bij volledige belading   | 2.530 m              | 3.570 m                             | 2.970 m                             | 2.990 m                         | 3.380 m              | 3.200 m              | (nog) niet bekend                   | (nog) niet bekend                   |
| Maximale hoeveelheid brandstof                     | Maximale hoeveelheid brandstof                     | 117.000 l            | 171.160 l                           | 202.570 l                           | 181.280 l                       | 171.160 l            | 181.280 l            | (nog) niet bekend                   | (nog) niet bekend                   |